# 古川登志夫

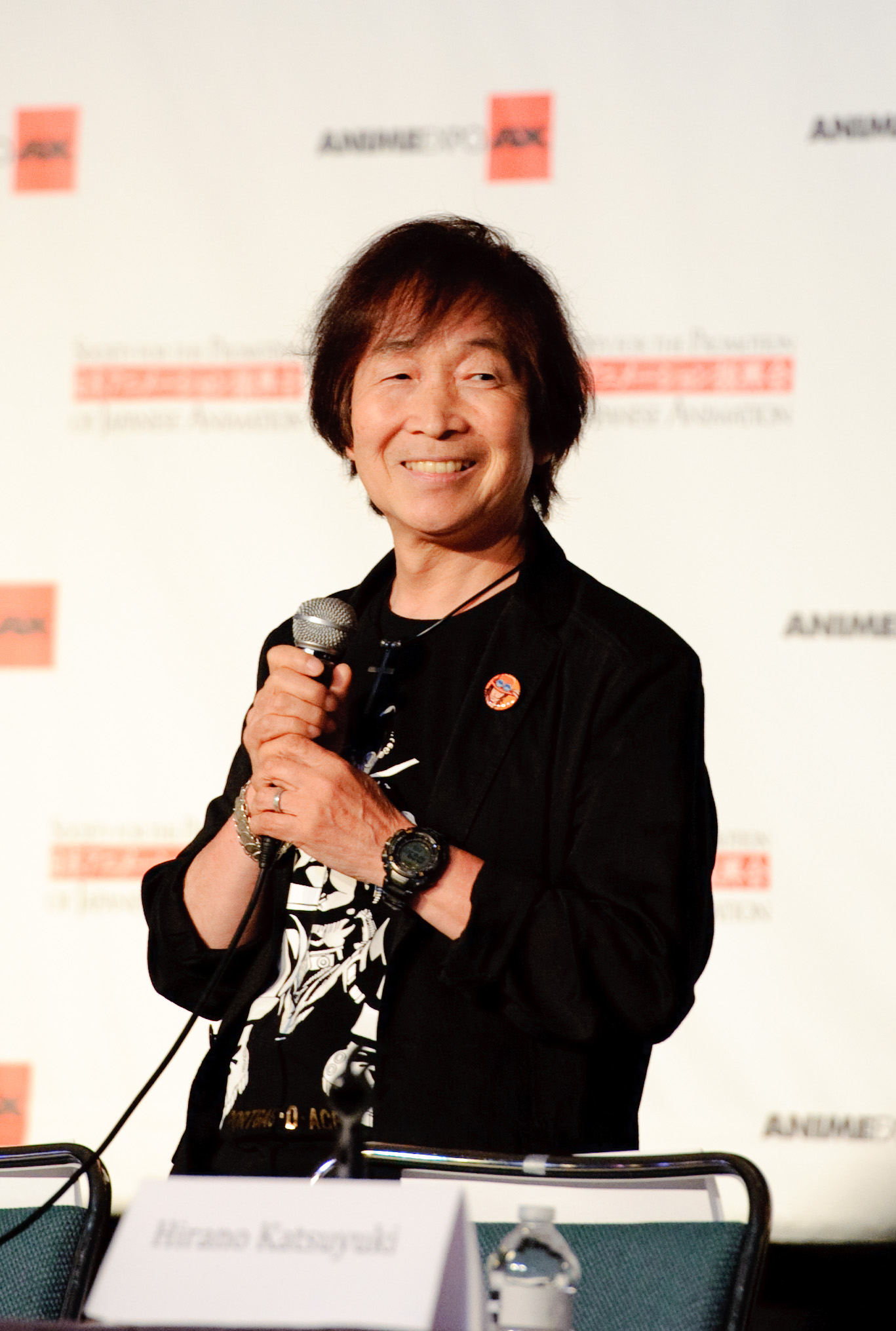
古川登志夫出席Anime Expo 2011

古川登志夫（日语：／ Furukawa Toshio，1946年7月16日—）是日本的資深声優、演員、解說員、劇作家、吉他彈奏者。B型血，15位兄弟中排行老幺。属青二Production事務所。栃木縣下都賀郡大平町出身。畢業於日本大学藝術學部演劇學科。  
代表作有《福星小子》（諸星當）、《機動戰士GUNDAM》（凱·西登）、《北斗神拳》（希恩）、《機動警察》（篠原遊馬）、《阿拉蕾》（空豆太郎，太阳，旁白）、《七龍珠》（布鲁将军）、《七龍珠Z》（比克）、《ONE PIECE》（波特卡斯·D·艾斯）、《傀儡馬戲團》（白金／無臉）、福星小子（第2作）（諸星當的父親）、《鬼滅之刃》（半天狗）等。

## 演出作品
※粗體字表示說明飾演的主要角色。

### 電視動畫
1974年
- 英勇無敵號（通信員）

1975年
- 勇者萊汀（兵士B）
- 法蘭德斯之犬（養羊人）

1976年
- 草原少女蘿拉（卡洛斯）
- 無敵龍捲風（北条猛）

1977年
- 霹靂日光號（大星秀人）

1979年
- 宇宙戰艦大和號 新的旅程（坂本茂）
- 機動戰士GUNDAM（凱・西登、デミトリー）
- 人造人009（レバン、ブラフマー、フィリップ、ビクター）
- 凡爾賽玫瑰（フロレル・ド・サン・ジュスト）
- 巨獸王（楯劍人）
- 哆啦A夢(大山羨代版)（村人）

1980年
- 宇宙戰艦大和號III（揚羽武）
- 騎鵝歷險記（加羅）
- 大白鲸（普拉都斯）
- 湯姆索耶的冒險（派特・傑佛瑞）

1981年
- 福星小子（諸星當）
- IQ博士（空豆太郎、太陽、ナレーター、ジェームス・ボトン（2代目）、ピンポン号）

1982年
- 阿波羅之女（イカルス、パーン、トリトン）
- 機甲艦隊（安芸マナブ）
- 戰鬥機甲薩芬格爾（ブルメ）

1983年
- 停止！！雲雀（素張田小辰（素張田辰五郎之子））※第7話

1984年
- 銀河戰士（吉姆＝金柏‧吉尼森）
- 北斗神拳（希恩）
- 魯邦三世 PartIII（ロバート）

1985年
- 機動戰士Z GUNDAM（凱・西登）
- 墓場鬼太郎（第3作）（響ワタル）

1986年
- 相聚一刻（坂本）

1987年
- 甜蜜公主（ドラキュラJr.）
- 假面忍者 赤影（赤影）
- 七龍珠（布鲁将軍、空豆太郎、太陽、解說員）

1988年
- 七龍珠（比克）

1989年
- 靈幻小子（梅菲斯特2世）
- 機動警察（篠原遊馬）
- 七龍珠Z（比克、栽培マン）

1993年
- 足球風雲（久保嘉晴）
- 七龍珠Z（イダーサ(210話)）

1994年
- 小紅帽恰恰（賈法仕）
- 美少女戰士S（早瀬瞬）

1995年
- 美少女戰士SuperS（ホークス・アイ）

1996年
- 七龍珠Z（キラーノ、宝石販売員）
- 七龍珠GT（比克、ブルー将軍、天下一武道會館播報員(子孫)）

1997年
- 甜心戰士F（亞爾佛德理事長）

1998年
- 甜蜜小天使（第3作）（親分）
- 名偵探柯南（山村操）

1999年
- 金田一少年之事件簿（十和田清）
- The Big O（ユージーン・グラント）

2000年
- 金田一少年之事件簿（櫻田博允）
- 爆裂戰士戰藍寶（デスクロウ）

2001年
- ONE PIECE(波特卡斯·D·艾斯)

2002年
- 金肉人II世(金肉人)

2003年
- 鐵臂阿童木 （ネオンライツ号）
- 坦克王（フレイム）

2004年
- 金肉人II世 ULTIMATE MUSCLE（金肉人）
- 混沌武士（影丸）23話

2005年
- 植木的法則（穆寧）
- 真相之眼/ギャラリーフェイク（川口京助）
- 交響詩篇（威廉・B・巴克斯特）

2006年
- 金肉人II世 ULTIMATE MUSCLE2（金肉人）
- 飛天小女警Z（青蛙王子）
- ×××HOLiC（狐狸爸爸）

2007年
- 怪怪怪的鬼太郎（第5作）（藍和尚）
- keroro軍曹-カゲゲ（Kagege）
- 意外（檜原家的父親）

2008年
- 偶像宣言（堺シルク）
- SOUL EATER（初代鬼神・阿修羅）
- xxxHOLiC◆継（狐狸爸爸）
- 鬼影投手（及川滿夫）

2009年
- 銀魂（记者（古川市電））
- 七龍珠改(比克)

2010年
- 動物偵探奇魯米（有賀）

2011年
- 幸福光暈-麻音之父
- 數碼獸合體戰爭-天野ネネ之父
- HUNTER×HUNTER（薩茨）
- 死神（因幡影狼佐）

2012年
- 白熊咖啡廳（キノボリカンガルー）
- 聖鬥士星矢Ω（南十字座 一摩）
- 釣球（旁白、平八）

2013年
- 幸福光暈 ～More Aggressive～（麻音的父親）

2014
- 蠟筆小新（磯貝釣衛門）
- 宇宙浪子（烏克麗麗男）
- 蟲師 續章（薰）
- 七龍珠改 魔人普乌篇（比克）

2015年
- 潮與虎（山ン本＜東之長＞）
- 七龍珠超（比克）
- 境界触发者 （阿纳朵拉）

2016年
- 阿松（實況）
- 境界触发者（阿纳朵拉德）
- 潮與虎 第2期（山ン本＜東之長＞）

2018年
- POP TEAM EPIC（POP子（第2話B段））
- 鬼太郎（第6作）（鼠男）
- 傀儡馬戲團（才賀貞義／白金／無臉司令／汀·麥斯特[1]）

2019年
- 粉彩回憶（八七）

2020年
- 織田肉桂信長（小布）- 「犬川登志夫」名義
- 噴嚏大魔王2020（與田山甘一）
- 我立於百萬生命之上（遊戲管理員）

2021年
- 更多！怪俠佐羅利（ワルダクーミ）
- 星光魔法（咪爺爺）

2022年
- 勇者鬥惡龍 達伊的大冒險（密斯特[2]）
- 福星小子（第2作）（諸星當的父親[3]）

2023年
- 鬼滅之刃 刀匠村篇（上弦之肆·半天狗[4]）

2024年
- （支部長[5]）
- 金肉人 完美超人始祖篇（委員長[6]）

2025年
- 七龍珠大魔（比克）

### OVA
- 蘋果核戰記（カロン）
- 福星小子各作品（諸星當）
- 銀河英雄傳說（奧利佛·波布蘭 ）
- 吹泡糖危機（レオン・マクニコル）
- 哭泣杀神（自由人）
- 聖鬥士星矢冥王黑帝斯極樂淨土篇（司掌『死亡』之神 達拿都斯）
- 龙珠Z系列（比克）
- ONE PIECE x 美食的俘虏 x 七龙珠Z（比克）

### 网络動畫
2019年
- 超级七龙珠英雄（比克、黑衣那美克星战士）

2022年
- LUPIN ZERO（魯邦二世[7]）

2023年
- PLUTO ～冥王～（御茶水博士[8]）
- 惡魔君（梅菲斯特二世、梅菲斯特三世[9]）

### 劇場版
- 宇宙戰艦大和號（坂本茂）
- 福星小子各作品（諸星當）
- 機動戰士GUNDAM系列（凱・西登）
- 機動警察劇場版
- 劇場版 灌篮高手（マイケル沖田）
- 聖鬥士星矢 真红少年傳說（かみのけ座コーマのベレニケ）
- 聖鬥士星矢 最終聖戰的戰士們（座天使スローンのモア）
- 哆啦A夢 大雄的貓狗時空傳（ニャーゴ）
- 七龍珠系列（比克）
- 相聚一刻 完結篇（坂本）
- 劇場版 鋼之鍊金術師（エリック・ヤン・ハヌッセン）
- 大都会（史肯克國務大臣）

2023年
- 鬼太郎誕生 咯咯咯之謎（謎之少年[10]）

### 遊戲
- 七龙珠系列（比克）
- ONE PIECE系列（波特卡斯·D·艾斯）
- 北斗神拳（希恩）
- 末世巡禮 ～再見了月之廢墟～（老爺爺、辛）

2006年
- 戰鬥競技場D.O.N（日语：バトルスタジアムD.O.N）（比克）

2014年
- J-STARS Victory VS（日语：ジェイスターズ ビクトリーバーサス）（波特卡斯·D·艾斯）

2017年
- BLEACH: Brave Souls（由嶌欧许／因幡影狼佐）

2019年
- JUMP FORCE（比克）

### 外語配音

#### 電影
- 大危機（英语：Ben (film)）（威拉德·斯蒂爾斯〈布魯斯·戴維森（英语：Bruce Davison）〉）※朝日電視台版。
- 大俠客（英语：Big Jake）（麥可·麥克坎德爾斯〈克里斯多福·米契（英语：Christopher Mitchum）〉）
- 十三號星期五（奈德·魯賓斯坦〈馬克·尼爾森（英语：Mark Nelson (actor)）〉）
- 十三號星期五2（英语：Friday the 13th Part 2）（泰德·鮑文〈史都華·查諾（英语：Stuart Charno）〉）※日本電視台版。
- 亂世佳人（布倫特·塔爾頓〈弗雷德·克蘭（英语：Fred Crane (actor)）〉）※日本電視台舊錄製版。
- 親愛的，我把孩子放大了（英语：Honey, I Blew Up the Kid）（韋恩·薩林斯基〈里克·莫拉尼斯〉）※機內上映版。
- ID4星際終結者（湯瑪斯·J·惠特摩總統〈比爾·普爾曼〉[11]）※朝日電視台版[注 1]。
- 走出非洲（丹尼斯·芬奇·海頓（英语：Denys Finch Hatton）〈勞勃·瑞福〉）※影碟版。
- 冰風暴（班·胡德〈凱文·克萊〉）
- 個人教授（英语：The Private Lesson (1968 film)）（學生A）※日本電視台版。
- 詹姆士·龐德：黑日危機（雷納德〈羅勃·卡萊爾〉）※朝日電視台版。

#### 電視影集
- 加州公路巡警（英语：CHiPs）（法蘭西斯·“法蘭克·龐奇”·龐切雷羅〈艾瑞克·埃斯特拉達（英语：Erik Estrada）〉）※東京電視台版。
- 如果有明天（英语：If Tomorrow Comes (miniseries)）（傑夫·史蒂文斯〈湯姆·貝林傑〉）※東京電視台版。
- 凱恩與阿貝爾（馬修·萊斯特）
- 草原小屋（英语：Little House on the Prairie (TV series)）（阿曼索·懷爾德〈迪恩·巴特勒（英语：Dean Butler (actor)）〉）

#### 動畫
- 大力士（英语：Hercules (1998 TV series)）（林克斯）
- 飛機總動員：打火英雄（節目旁白）
- 華特·迪士尼作品（班基德）
  - 米老鼠群星會（英语：House of Mouse）

### 特攝影集
- 恐龍特急克塞號（解說員）
- 特搜戰隊DEKARANGER（解說員）
- 假面騎士Wizard（賢者）

### 廣告
- Hagoromo Foods（日语：はごろもフーズ）『海底雞（日语：シーチキン）』網路廣告（2019年，[12]／2020年，、[13]）

### 柏青哥、角子機
- Sammy：「北斗神拳」「北斗神拳SE（特別版本）」（角子機。希恩）
- Sammy：「CR北斗神拳 傳承」「CR北斗神拳 強敵」（柏青哥。希恩）

### 其它
- YouTube [14]

## 著作
- ，Chamomile社，2002年 ISBN 4-907775-21-0
- 《古川登志夫戲曲集1 麒麟》、《2 天馬》、《3 望遠鏡》，Chamomile社，1995年－2006年

## 腳註

## 外部連結
- TOPIO's HOME 古川登志夫個人網頁（页面存档备份，存于）（日語）
- 古川 登志夫｜青二Production （日語）